# 陳久敬
陳久敬（1910年—21世纪？年）。四川省人。民國37年（1948年）在山東婦女選區當選第一屆立法委員。

## 生平[10][11][12][13]
- 北平師範大學女附小、女附中
- 1932年畢業於北平師範大學英文系
- 張家口女師教員
- 1934-1935年，青島文德女中教員
- 1935年8月，美國康乃爾大學文學院英國文學碩士
- 美國哥倫比亞大學教育學碩士學位
- 1937年回國，在成都光華大學任英語教授，後赴重慶，任教於蘇聯駐華大使館
- 民國37年，當選立法委員，曾出席第一屆立法院第一會期外交委員會、財政及金融委員會、教育文化委員會
- 後到臺灣後，其夫山東前教育廳長李泰華因判亂案件被逮捕[14]，後又回廣州[15]，後留居香港，1950年9月回到北京，先後奉派在蘇聯、羅馬尼亞、匈牙利等駐華使館教授英語，任一級教授
- 1956年加入中國國民黨革命委員會
- 中國國民黨革命委員會第六屆中央委員兼婦女委員會副主委
- 中國國民黨革命委員會中央團結委員會委員
- 1980年起創辦中山業餘學校副校長、校長
- 中國國民黨革命委員會第七屆中央監察委員會常務委員
- 北京市第六、七屆政協委員
- 北京市成人教育協會理事
- 1983年至1987年，曾獲全國「三八」紅旗手
- 2005年11月12日，出席全國政協紀念孫中山誕辰139周年活動[16]。